# Per August Ölander
Per August Ölander född 8 januari 1824 i Linköpings domkyrkoförsamling i Linköping, död 3 augusti 1886 i Maria Magdalena församling, Stockholm, var en svensk tonsättare och tulltjänsteman.

## Biografi
Per August Ölander föddes 8 januari 1824 i Linköping. Föräldrar var organisten i Sankt Lars församling Per Ölander och Maria Katarina Landström. Efter skolstudier och gymnasiestudier i födelsestaden blev han student vid Uppsala universitet 1844 och avlade där kameralexamen 1847. Han tillträdde samma år en tjänst som extra ordinarie kammarskrivare vid Tullverket. Ölander befordrades till tullkontrollör 1867.
Ölander utbildades i musiken av sin far, som var duktig fiolspelare. Redan under sina skolstudier i Linköping, uppträdde han som violinist på konserter och andra offentliga tillställningar. I Uppsala fick han stöd han fick av director musices Johan Erik Nordblom. Ölander gifte sig 1853 med Nordbloms dotter, sångerskan och sångpedagogen Johanna Nordblom (1827–1909).
När Ölander flyttade till Stockholm, utvecklades hans talang genom bekantskap med violinisten och överinspektorn Jonas Falkenholm. Falkenholms tolkning av Mozart och Haydns musikverk gjorde stort intryck på Ölander. Under denna tid började Ölander komponera operor, sånger och kammarmusik. Under 1880-talet var han musikkritiker vid Stockholms Dagblad. Ölander avled 3 augusti 1886 i Stockholm.
Ölander invaldes som ledamot nr 392 av Kungliga Musikaliska Akademien den 13 maj 1864. Han var förste violinist i Mazerska kvartettsällskapet.

## Verk
- Blenda (Ernst Wallmark och Ludvig Josephson), opera i fyra akter (1876).[5]
- Mäster Placide och hans elev (operett i en akt) (1879).[5]
- Davids psalmer (körverk)
- Missa solemnis. För kör, orkester och solister.[5]
- Symfoni i Ess-dur.[5]
- Kammarmusik, manskvartetter, sånger, m.m.
- Festmarsch (med anledning av Kronprinsens och kronprinsessans ankomst till Stockholm), orkester. Arrangemang för fyrhändigt piano och piano två händer.

### Kammarmusik
- Sextett i D-dur, för två fioler, två altfioler och två cellon.[5]
- Stråkkvartetter.[5]

### Sång och akompanjemang
- Höstsång  ”Sent om en kväll satt jag vid stranden”, för altröst och piano. Tillägnad fröken Parenberg.
- Konung Davids 23:e och 88:e psalmer. Op. 7. 1874.[5]
  - Herre Gud min frälsare. För röst och piano/orgel.
  - Herren är min herde. För sopran, baryton och piano/orgel.               .
- Konung Davids 121:a psalm - Jag lyfter mina ögon. För baryton, violoncell och piano/orgel.[5]

#### Arrangemang
- I morgonens timma från klippans höjd, ur operan Blenda. För röst och piano.
- Jag henne såg och aldrig än, ur operan Blenda. För röst och piano.